# NGC 2922
NGC 2922 је галаксија у сазвежђу Мали лав која се налази на NGC листи објеката дубоког неба.
Деклинација објекта је + 37° 41' 41" а ректасцензија 9h 36m 52,6s. Привидна величина (магнитуда) објекта NGC 2922 износи 14,0 а фотографска магнитуда 14,6. NGC 2922 је још познат и под ознакама UGC 5118, MCG 6-21-57, CGCG 181-66, IRAS 09337+3755, KARA 355, KUG 0933+379, PGC 27361.